# Scarpa d'oro 2024

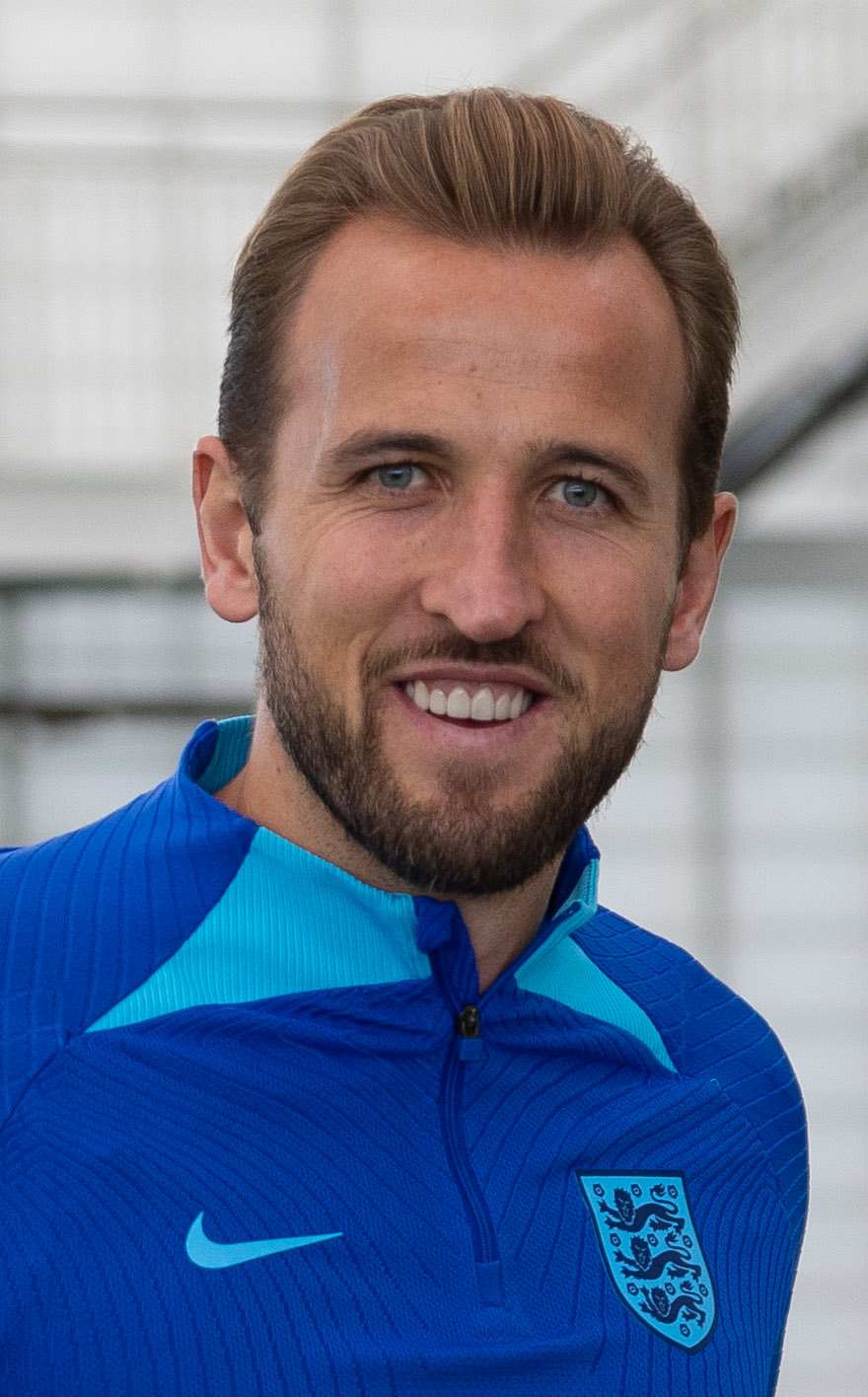
Harry Kane, vincitore della Scarpa d'oro 2024

La Scarpa d'oro 2024 è il riconoscimento calcistico conferito al giocatore che, durante la stagione calcistica europea, ha ottenuto il miglior punteggio calcolato moltiplicando il numero di reti messe a segno in partite di campionato per il coefficiente di difficoltà del campionato stesso.
Il premio è stato vinto da Harry Kane grazie ai suoi 36 gol segnati durante la stagione 2023-2024. Per l'attaccante del Bayern Monaco si tratta del primo successo nella competizione.

## Classifica finale
Questa è la classifica relativa alle prime dieci posizioni della competizione.
| Pos. | Nome              | Campionato attuale | Squadra/e           | Gol | C-UEFA | Punti |
| ---- | ----------------- | ------------------ | ------------------- | --- | ------ | ----- |
| 1    | Harry Kane        | Bundesliga         | Bayern Monaco       | 36  | x2     | 72    |
| 2    | Serhou Guirassy   | Bundesliga         | Stoccarda           | 28  | x2     | 56    |
| 3    | Kylian Mbappé     | Ligue 1            | Paris Saint-Germain | 27  | x2     | 54    |
| 4    | Erling Haaland    | Premier League     | Manchester City     | 27  | x2     | 54    |
| 5    | Lautaro Martínez  | Serie A            | Inter               | 24  | x2     | 48    |
| 6    | Loïs Openda       | Bundesliga         | RB Lipsia           | 24  | x2     | 48    |
| 7    | Artem Dovbyk      | Primera División   | Girona              | 24  | x2     | 48    |
| 8    | Alexander Sørloth | Primera División   | Villarreal          | 23  | x2     | 46    |
| 9    | Cole Palmer       | Premier League     | Chelsea             | 22  | x2     | 44    |
| 10   | Vaggelīs Paulidīs | Eredivisie         | AZ Alkmaar          | 29  | x1,5   | 43,5  |